# Айодхья, Жюль
Жюль Раттанкомара Айодхья (нидерл. Jules Rattankoemar Ajodhia; 27 января 1945, округ Суринам, колония Суринам — 29 марта 2024) — суринамский политик, дважды был вице-президентом Суринама в 1991—1996 и 2000—2005 годах. Кавалер почётного ордена Жёлтой Звезды.

## Биография
Жюль Айодхья родился в округе Суринам (ныне Ваника) 27 ноября 1945 года. Окончил юридический факультет Суринамского университета имени Антона де Кома. В 1996—2000 годах преподавал в альма-матер конституционное и административное право.
Как и большинство индосуринамцев, Айодхья является членом Арья Девакер, и в течение многих лет был президентом суринамского отделения этой организации. С 1978 по 1988 год он занимал пост окружного комиссара (главы округа). С 1988 по 1990 год занимал пост министра юстиции и полиции.
После выборов 1991 года, последовавших за телефонным переворотом, Айодхья стал вице-президентом Суринама в первый раз и занимал этот пост с 1991 по 1996 год. Он также исполнял обязанности председателем совета министров. Приоритетами правительства Айдохьи были заявлены: конец гражданской войны, сокращение вооружённых сил Суринама с 4000 до 2000 военнослужащих и выдвижение Дези Баутерсе на пост президента страны.
В 2000 году он во второй раз стал вице-президентом Суринама и председателем совета министров и занимал этот пост до 2005 года. Во время правления президента Венетиана был открыт процесс над подозреваемыми в Декабрьских убийствах. После выборов 25 мая 2005 года вступил в ряды Прогрессивной реформистской партии Суринама и, несмотря на преклонный возраст, продолжал участвовать в политической борьбе в стране до своей смерти.
Умер 29 марта 2024 года в больнице Святого Винсентиуса в Парамарибо в возрасте 79 лет.

## Личная жизнь
Айдохья состоял в браке с Люсией, урождённой Камлавати-Балдев. Он являлся отцом троих детей — сына и двух дочерей.